# 세르히오 테헤라
세르히오 테헤라 로드리게스(Sergio Tejera Rodríguez, 1990년 5월 28일, 바르셀로나 태어남)는 스페인의 축구 선수로, 현재 세군다 디비시온의 FC 카르타헤나에서 미드필더로 활약하고 있다.

## 수상

### 국가대표
2007년 FIFA U-17 월드컵 준우승